# Luton Town F.C.
Luton Town Football Club nogometni je klub iz Lutona, Bedfordshire, Engleska. Trenutačno se natječe u League Oneu. Osnovan je 1885. godine.

## Uspjesi
- FA kup
  - Finalist (1): 1958./59.
- Football League Cup
  - Osvajač (1): 1987./88.
  - Finalist (1): 1988./89.
- Football League Second Division
  - Prvak (1): 1981./82.
  - Doprvak (2): 1954./55., 1973./74.
- Football League Third Division/Football League One/EFL League One
  - Prvak (3): 1936./37. (jug), 2004./05., 2018./19.
  - Doprvak (2): 1935./36. (jug), 1969./70.
- Football League Fourth Division/Football League Third Division/EFL League Two
  - Prvak (1): 1967./68.
  - Doprvak (2): 2001./02., 2017./18.
- Full Members' Cup
  - Finalist (1): 1987./88.
- Football League Trophy
  - Osvajač (1): 2008./09.

## Zanimljivosti
- Transferom iz Rijeke 19. srpnja 2019. za 1,5 milijuna eura, hrvatski golman Simon Sluga postao je najskuplje pojačanje u povijesti Luton Towna.[1]

## Vanjske poveznice
- Službena web-stranica
- Luton Town F.C. on BBC Sport: Club news – Recent results and fixtures